# Vicarious
Vicarious — американська компанія у галузі штучного інтелекту, розташована в районі затоки Сан-Франциско, штат Каліфорнія, що використовує теоретичні обчислювальні принципи мозку для створення програмного забезпечення, яке може мислити і навчатися як людина.

## Засновники
Заснували компанію Д. Скотт Фенікс та доктор Дайліп Джордж у 2010 році. Перед тим, як заснувати Vicarious, Д. Скотт Фенікс був резидентом Funders Fund та генеральним директором Frogmetrics — компанії з аналізу сенсорних екранів, яку він співзаснував в рамках інкубаційної програми у Y Combinator. Раніше доктор Джордж був головним технологом Numenta — компанії заснованої ним разом з Джефом Гокінзом та Донною Дубинські (PALM, Handspring).

## Фінансування
Компанія запустилася у лютому 2011 р. Її профінансували такі організації та інвестори як: Funders Fund, Дастін Московіц, Адам Д'Анджело (колишній технічний директор Facebook і співзасновник Quora), Felicis Ventures та співзасновник Palantir Джо Лонсдейл. У серпні 2012 року, стартап в раунді «A» підняв додаткові 15 мільйонів доларів. Раунд вів Good Ventures; до нього також приєдналися Funders Fund, Open Field Capital та Zarco Investment Group.
Компанія залучила 40 мільйонів доларів фінансів під час раунду «B». Раунд вели такі знамениті підприємці як Марк Цукерберг, Ілон Маск, Пітер Тіль, Вінод Хосла та Ештон Кетчер. Ще одна додаткова нерозголошена сума була надана генеральним директором Amazon.com Джефом Безосом, співзасновником Yahoo Джері Янгом, співзасновником Skype Янусом Фрісом та генеральним директором Salesforce.com Марком Беньоф.

## Рекурсивна кортикальна мережа
Vicarious розробляє програмне забезпечення для машинного навчання, засноване на обчислювальних принципах людського мозку. Основним фокусом компанії є дослідження рекурсивної кортикальної мережі (анг. Recursive Cortical Network) — системи візуального сприйняття, яка інтерпретує вміст фотографій і відео подібно людям. Система працює на основі збалансованого підходу, який враховує чуттєві дані, математику та біологічну правдоподібність. 22 жовтня 2013 року, перемігши метод захисту від машин CAPTCHA Vicarious оголосив про здатність розпізнати сучасні каптчі із точністю розпізнавання символів 90 % і вище.Однак Луїс фон Ан, піонер раннього CAPTCHAi засновник reCAPTCHA, висловив скептицизм, заявивши: «Мене важко цим вразити, так як я чую про подібні заяви кожні кілька місяців.» Він зазначив, що з 2003 року було зроблено 50 подібних заяв про перемогу машинним способом методу захисту CAPTCHA. Проте Vicarious згодом опублікували свої висновки в рецензованому журналі «Science», в яких ішлося про те, що вони остаточно зламали популярний тест Тюринга.

## Організації
- AAAI — Асоціація з розвитку штучного інтелекту [Архівовано 30 квітня 2021 у Wayback Machine.] (англ.)
- IJCAI — Міжнародна об'єднана конференція зі штучного інтелекту [Архівовано 14 вересня 2018 у Wayback Machine.] (англ.)
- Інститут Аллена з питань штучного інтелекту [Архівовано 25 січня 2014 у Wayback Machine.] (англ.)
- EurAi — European Association for Artificial Intelligence [Архівовано 13 жовтня 2017 у Wayback Machine.] (англ.)
- MIT CSAIL — Computer Science and Artificial Intelligence Laboratory [Архівовано 2 червня 2010 у Wayback Machine.] (англ.)
- MIRI — Machine Intelligence Research Institute [Архівовано 11 листопада 2021 у Wayback Machine.] (англ.)
- AIAI — Aritificial Intelligence Applications Institute [Архівовано 29 грудня 2005 у Wayback Machine.] (англ.)
- AFIA — Association Française pour l'Intelligence Artificielle [Архівовано 14 квітня 2022 у Wayback Machine.] (фр.)
- PSSI — Polskie Stowarzyszenie Sztucznej Inteligencji [Архівовано 15 вересня 2018 у Wayback Machine.] (англ.)
- AEPIA — Asociación Española de Inteligencia Artificial [Архівовано 15 вересня 2018 у Wayback Machine.] (ісп.)
- Російська асоціація штучного інтелекту [Архівовано 15 вересня 2018 у Wayback Machine.] (рос.)
- Російський НДІ штучного інтелекту [Архівовано 16 вересня 2018 у Wayback Machine.] (рос.)